# Антропова (деревня)
Антропова — деревня в Кудымкарском районе Пермского края. Входит в состав Егвинского сельского поселения. Располагается на правом берегу реки Егвы севернее от города Кудымкара. Расстояние до районного центра составляет 16 км. По данным Всероссийской переписи населения 2010 года, в деревне проживало 15 человек (8 мужчин и 7 женщин).

## История
По данным на 1 июля 1963 года, в деревне проживало 70 человек. Населённый пункт входил в состав Алековского сельсовета.